# 第6号交响曲 (柴可夫斯基)
柴可夫斯基完成的最後一部交響曲是b小调第6號交响曲（Op.74），一般称为“悲愴”（法語：Pathétique）。
在2016年一項針對151位指挥家的訪談統計中，“悲愴”獲得第九位的綜合評價。

## 創作歷程
此曲於1893年2月至8月期間創作。同年10月28日於聖彼德堡在作曲家的指挥下首演，九天之後，柴可夫斯基便逝世了。經作曲家生前修改過的版本，則於11月18日由爱德华·纳普拉夫尼克在紀念音樂會中演出。而在莫斯科的首演，則於12月16日由瓦西里·萨福诺夫指揮演出。
作曲家最初為此曲定了標題，稱為，也曾打算稱為「標題」（俄语：Программная (Programmnaja)），最終選擇了前者。 然而，現時出版的樂譜，通常都已使用了法語的翻譯名字：Pathétique， 翻譯出來便成了「悲愴」（和貝多芬的《悲愴奏鳴曲》的譯法相同）。自此便沿用至今。

## 分析

### 配器
| - 木管 - 長笛：3（第三部長笛兼任短笛） - 雙簧管：2 - 單簧管：2 - 低音管：2 | - 銅管 - 法國號：4 - 小號：2 - 長號：3 - 低音號 | - 定音鼓 - 敲擊樂器：大鼓（僅第三樂章）、鈸（僅第三樂章）、鑼（僅第四樂章） | - 弦樂器 |

依照工具書《管弦樂作品手冊》指示，上述之配器可簡記為"*3 2 2 2—4 2 3 1—tmp+2—str"。

### 結構

#### 第一樂章
慢板（Adagio）－ 不太過份的快板（Allegro non troppo）－行板（Andante）－穩定的中速（Moderato Mosso）－行板（Andante）－持續的中速（Moderato assai）－活躍的快板（Allegro vivo）－原本的行板（Andante come prima）－穩定的行板（Andante mosso），4/4，b小調 - D大調 - 調性不明確 - B大調
由多個不同速度和旋律段所組合而成的樂章。由巴松管奏出低音旋律，小提琴部奏出第一主題，隨後有較快的主題變奏，引領至既浪漫又有沉思之意的D大調第二主題。當第二主題以漸弱形式完結時，既有動感又有憤怨之意的樂段突然出現。銅管樂器基定音鼓主導的樂團爆炸性旋律是第1樂章的高潮，也是最悲憤的樂段。隨後第二主題再次出現(B大調變奏)。最後樂章安靜地完結。全樂章既有代表沉思、灰暗和悲傷的慢樂段，亦有不安和激動的快樂段，互相交接起來，形成極端的情緒起伏。

#### 第二樂章
優雅的快板（Allegro con grazia），5/4，D大調 - b小調 - D大調
複三段體曲式的類似圓舞曲，但卻採用了當時極少用上的五拍子，因而被称为“跛行华尔兹”（"limping" waltz）。A段第一主題由大提琴奏出，木管及後和應；小提琴隨即奏出第二主題，同樣再由木管和應，並帶回第一主題，絃樂作最後的回應及帶入小結尾。B段先由定音鼓引領下，以絃樂主導以小調寫成的第一副題及第二副題，經過過場段後，樂隊重新回到A段，最後的結尾段一直保持中等音量，最後以絃樂的撥絃和管樂的弱長音下結束。

#### 第三樂章
非常活潑的快板（Allegro molto vivace），12/8及4/4的複合節奏，G大調 - E大調 - G大調
一個夾雜黑色諧謔曲風格的進行曲，激昂中卻暗藏不安的情緒。

#### 第四樂章
憂傷的慢板（Adagio lamentoso），3/4，b小調 - D大調 - b小調
以暗淡和絕望的音色所寫成的樂章，預示著悲劇的結果。先由小提琴部奏出悲哀的高音主題，之後由平靜的D大調樂段取代。而悲哀的高音主題在全曲中不斷出現。最後由大提琴和低音號奏出如葬禮曲般的低音旋律淡出。

## 外部連結
- 柴可夫斯基第6号交响曲：国际乐谱典藏计划上的乐谱